# Sharafat (Jérusalem-Est)
Sharafat, en arabe : مُخماس, est un village du gouvernorat de Jérusalem en Palestine. Il est situé à cinq kilomètres au sud-est de la vieille ville de Jérusalem en Cisjordanie, à proximité de Beit Safafa.
La localité compte une population de 978 habitants en 2002.